# Boleana
Boleana is een geslacht van weekdieren uit de klasse van de Gastropoda (slakken).

## Soort
- Boleana umbilicata (Kuščer, 1932)